# Steegen (Rötz)
Steegen ist ein Ortsteil der Stadt Rötz im Landkreis Cham des Regierungsbezirks Oberpfalz im Freistaat Bayern.

## Geografie
Steegen liegt am Ufer der Schwarzach, 700 Meter südlich der Bundesstraße 22, 3 Kilometer östlich von Rötz. Bei Steegen mündet der Abfallbach in die Schwarzach. Südlich von Steegen erhebt sich der 532 Meter hohe Steegenberg.

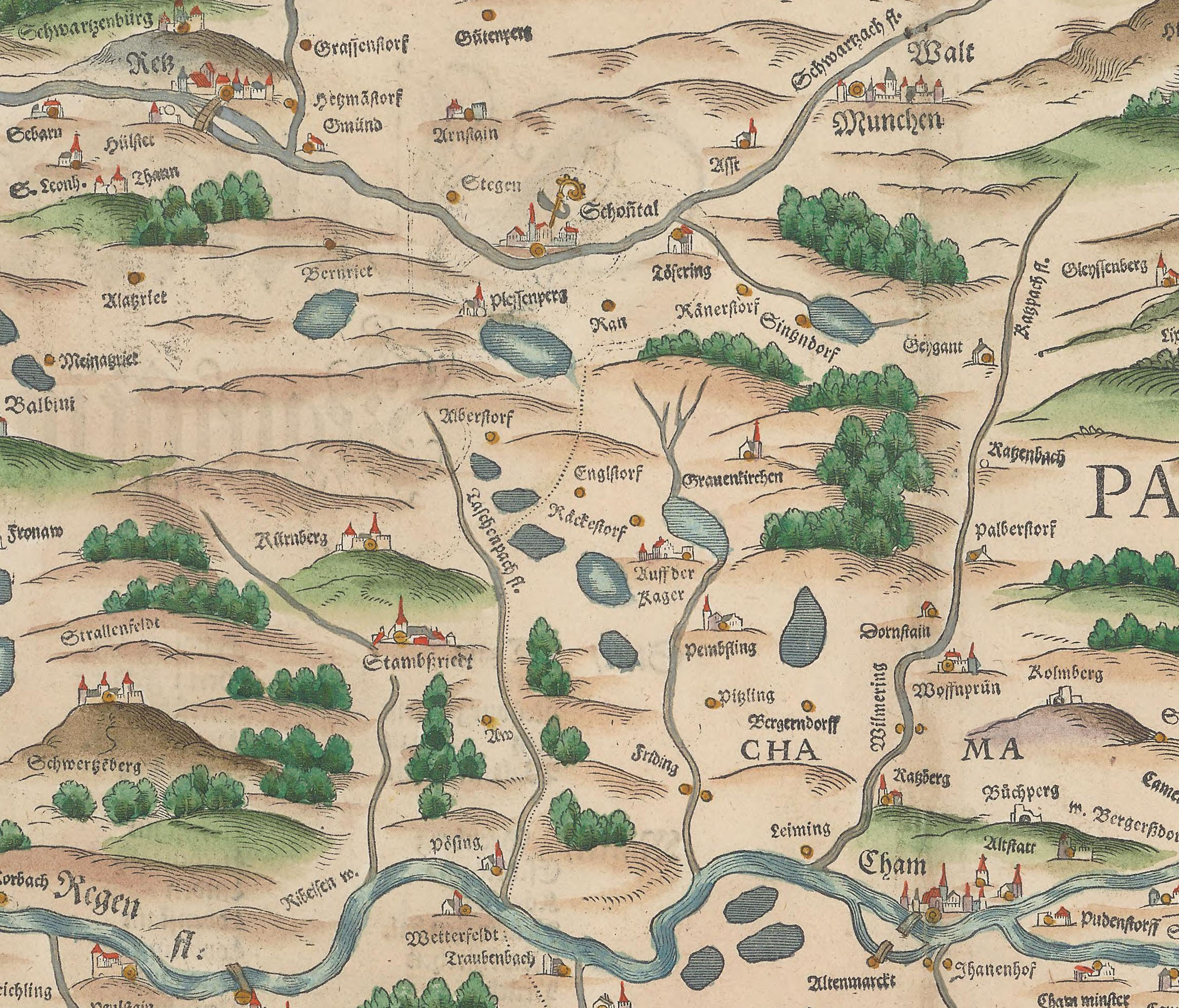
Steegen auf der Apian-Karte von 1568

## Geschichte
Archäologische Funde und eine mesolithische Freilandstation (Denkmalnummern D-3-6641-0113, D-3-6641-0037) zeugen für eine frühe Besiedelung der Umgebung von Steegen.
Ein Lehen in Steegen (auch: Stegen, Stegn, Steegenn) wurde 1303 an das Kloster Schönthal übergeben. Vorheriger Inhaber des Lehens war Ebrolfus Stegner. Als Zeugen der Übergabe traten Reinboto III. und seine Söhne auf. 1313 bestätigte der bayerische Herzog die Übergabe eines Hofes in Steegen an das Kloster. Lehensinhaber war Chunradus Eyzenrivterivs. Im selben Jahr schenkten die Brüder von Dräswitz einen Hof in Steegen an das Kloster. 1314 war Ulrich von Leuchtenberg Zeuge der Schenkung eines Hofes in Steegen an das Kloster. 1315 besaßen die Warberger Zehentrechte in Steegen.
Im Verzeichnis der Erträge des Klosters Schönthal von 1429 wurde Steegen aufgeführt.
1505 wurde Steegen genannt. 1522 erschien es mit 10 Amtsuntertanen, darunter der Hammermeister Balthasar und das Schmidtgütl. Nach den Salbüchern des Kastenamts Rötz von 1505 und 1522 unterstand Steegen ganz oder teilweise dem Amt Rötz. Dieses Amt Rötz wurde auch als Grafschaft Schwarzenburg bezeichnet. In einem Verzeichnis von 1588 wurden Mannschaften in Steegen als zur Frais Schwarzenburg gehörig aufgeführt. 1588 hatte Steegen 2 Höfe, 4 Güter, 2 Sölden, 1 Hammer, 1 Mühle, 3 Inwohner. 1596 gehörte ein Gut in Steegen zum Kloster Walderbach.
1622 hatte es 8 Mannschaften und eine Mühle. In der Steueranlage von 1630 wurde das Pflegamt Rötz in vier Viertel eingeteilt. Dabei gehörte Steegen zum 3. Viertel. 1630 hatte Steegen 1 Hammergut, 1 Mühle, 2 Höfe, 4 Güter, 1 Söldengütl, 1 Sölde, 11 Inleute, 1 Hüter. Zur Hofmark Thanstein gehörte 1 kleines Söldenhäusl. Aus einem Bericht des Johann German Barbing an den Kurfürst Ferdinand Maria vom 16. Januar 1666 heißt es: „Dorf Steegen. Allda ist ein Eisenhammer, welcher früher den Hammermeistern, die Khnorzen genannt, gehörig, und jetzt Thomas Inderspurger zuständig ist. Es ist aber derselbe bereits vor vielen Jahren eingegangen und seither dermaßen zu grunde gegangen, daß vom Hammerwerk oder der Hütte nicht ein ‚Stecken‘ mehr vorhanden und jetziger Zeit nicht mehr zu sehen, wo die Hütte gewesen; doch steht noch das Hammerhaus, dabei ein Mühllein mit zwei Gängen. Der Inderfpurger hat keine Mittel, diesen Hammer wieder aufbauen zu lassen.“ Die Anlage wird als Bodendenkmal unter der Aktennummer D-3-6641-0113 im Bayernatlas als „archäologische Befunde des Mittelalters und der frühen Neuzeit im Bereich des abgegangenen Hammerschlosses von Steegen“ geführt. 
1808 gab es in Steegen 1 Weber, 11 Anwesen, darunter 1 Mühle mit Schneidsäge, 1 Hammergut, 1 Hüthaus.
1808 wurde die Verordnung über das allgemeine Steuerprovisorium erlassen. Mit ihr wurde das Steuerwesen in Bayern neu geordnet und es wurden Steuerdistrikte gebildet. Dabei kam Steegen zum Steuerdistrikt Flischbach. Der Steuerdistrikt Flischbach bestand aus den Dörfern Flischbach, Flischberg, Gmünd, Grub, Öd, Steegen, Wenzenried und der Einöde Niederpremeischl.
1820 wurden im Landgericht Waldmünchen Ruralgemeinden gebildet. Dabei wurde Steegen Ruralgemeinde. Die Gemeinde Steegen bestand aus den beiden Dörfern Steegen mit 18 Familien und Wenzenried mit 13 Familien, dem Weiler Niederpremeischl mit 4 Familien und der Einöde Stanglhof mit 3 Familien. Öd bildete 1820 allein eine Gemeinde mit 19 Familien.
1837 wurde die Gemeinde Steegen mit der Gemeinde Öd zusammengelegt. Dabei kam außer Öd auch Flischberg zu Steegen.
Die Gemeinde Flischbach bestand von 1861 bis 1939 aus Flischbach, Stanglhof und Wenzenried. Die Gemeinde Steegen bestand 1861 bis 1939 aus Flischberg, Niederpremeischl, Öd und Steegen.
1939 wurde die Gemeinde Flischbach aufgelöst. Dabei kam Flischbach zu Steegen. Die Gemeinde Steegen bestand nun aus Flischbach, Flischberg, Niederpremeischl, Öd, Stanglhof, Steegen und Wenzenried.
Am 1. Mai 1978 wurde die Gemeinde Steegen aufgeteilt. Dabei kamen Stanglhof, Steegen und Wenzenried zur Stadt Rötz und Flischbach, Flischberg, Niederpremeischl und Öd wurden nach Schönthal eingemeindet.
Steegen gehört zur Pfarrei Rötz. 1997 hatte Steegen 76 Katholiken.

## Einwohnerentwicklung ab 1820
| Jahr | Einwohner   | Gebäude |
| ---- | ----------- | ------- |
| 1820 | 18 Familien | k. A.   |
| 1838 | 104         | 12      |
| 1861 | 94          | 46      |
| 1871 | 97          | 59      |
| 1885 | 97          | 16      |
| 1900 | 113         | 15      |
| 1913 | 95          | 12      |

| Jahr | Einwohner | Gebäude |
| ---- | --------- | ------- |
| 1925 | 85        | 14      |
| 1950 | 102       | 12      |
| 1961 | 77        | 13      |
| 1970 | 78        | k. A.   |
| 1987 | 74        | 15      |
| 2011 | 64        | k. A.   |

## Tourismus und Sehenswürdigkeiten
Durch Steegen führen der 660 Kilometer lange Goldsteig, der Burgenweg, der Schwarzachtal-Radweg und die Mountainbikewege MTB-13 und MTB-23.